# Gérald Cyprien Lacroix

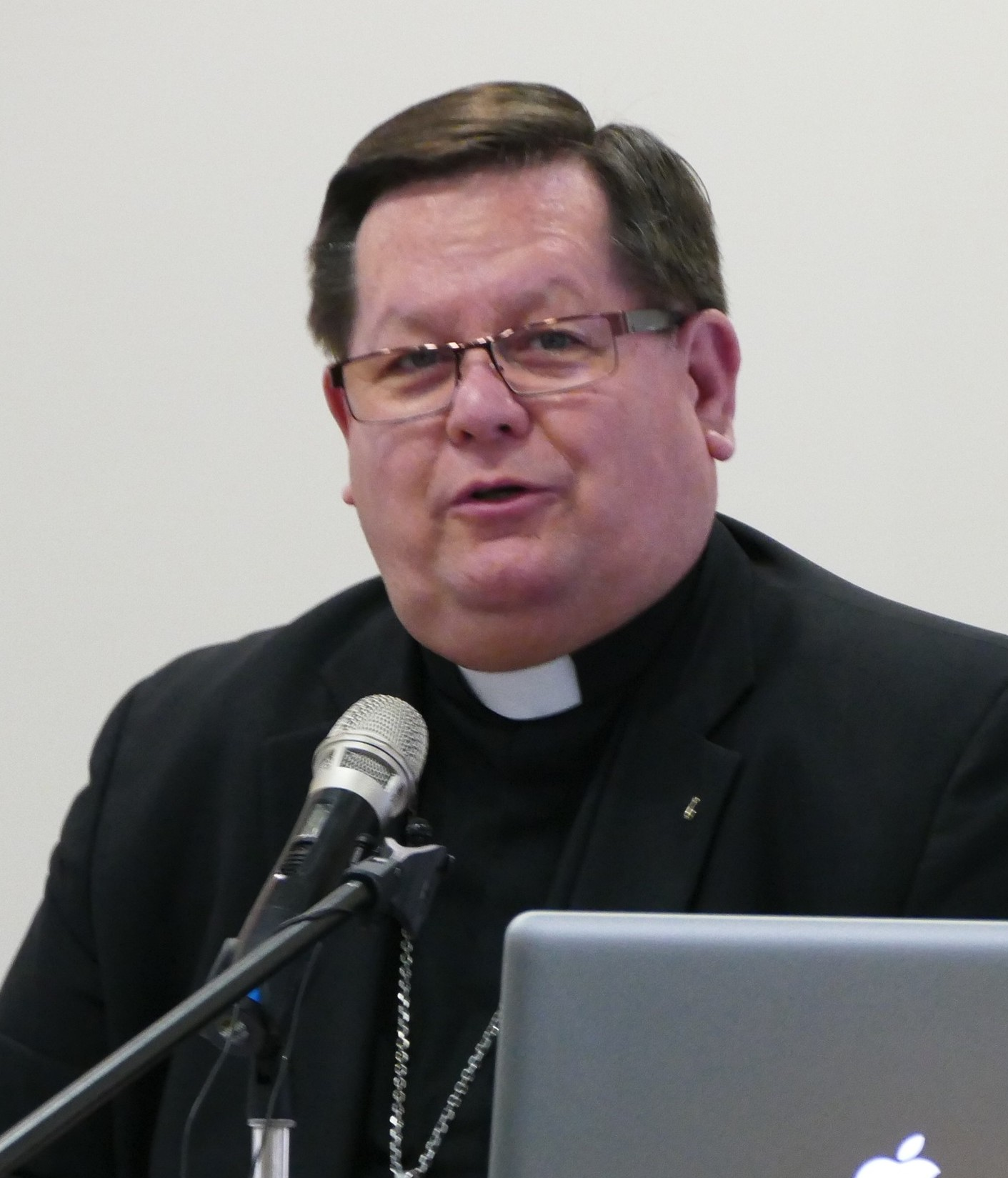
Gérald Cyprien Kardinal Lacroix (2015)

Kardinalswappen von Gérald Cyprien Lacroix

Gérald Cyprien Kardinal Lacroix ISPX (* 27. Juli 1957 in Saint-Hilaire-de-Dorset) ist Erzbischof von Québec und Primas von Kanada.

## Leben
Gérald Cyprien Lacroix studierte Theologie an der Universität Laval. Nach einem Aufbaustudium in Pastoraltheologie trat er 1975 dem Säkularinstitut St. Pius X. bei. 1982 legte er die Ewigen Gelübde ab. 1982 wurde er Generalsekretär seines Institutes, ab 1985 Direktor der Generalversammlung. Von 1985 bis 1987 war er zuständig für die religiöse Ausrichtung und die Spiritualität. Am 8. Oktober 1988 empfing er durch den Bischof von Baie-Comeau, Maurice Couture RSV die Priesterweihe. Von 1990 bis 2000 baute er Niederlassungen in Kolumbien auf. Von 2001 bis 2004 war er Generaldirektor des Säkularinstitut St. Pius X., 2005 wurde er wiedergewählt bis 2009.
Papst Benedikt XVI. ernannte ihn am 7. April 2009 zum Weihbischof im Erzbistum Québec und Titularbischof von Hilta. Die Bischofsweihe spendete ihm der Erzbischof von Québec, Marc Kardinal Ouellet PSS, am 24. Mai 2009; Mitkonsekratoren waren Maurice Couture RSV, Alterzbischof von Québec, und Gilles Lemay, Weihbischof in Québec. Als Wahlspruch wählte er “Mane nobiscum domine” (Lk 24,29 , deutsch: „Bleibe bei uns Herr“).
Am 22. Februar 2011 wurde er zum Erzbischof von Québec ernannt und am 25. März 2011 in das Amt eingeführt. Er ist stellvertretender Vorsitzender des Komitees für das Leben und Familie der kanadischen Bischofskonferenz. Bereits seit der Berufung seines Vorgängers Kardinal Ouellet zum Präfekten der Kongregation für die Bischöfe im Juni 2010 war er Diözesanadministrator gewesen.
Seit 24. September 2011 ist Gérald Cyprien Lacroix Großprior der Statthalterei Kanada-Quebec des Ritterordens vom Heiligen Grab zu Jerusalem.
Im feierlichen Konsistorium vom 22. Februar 2014 nahm ihn Papst Franziskus als Kardinalpriester mit der Titelkirche San Giuseppe all’Aurelio in das Kardinalskollegium auf. Die Besitzergreifung seiner Titelkirche fand am 22. Juni desselben Jahres statt.
Seit dem 22. Mai 2014 ist er Mitglied der Kongregation für die Institute geweihten Lebens und für die Gesellschaften apostolischen Lebens, des Päpstlichen Rats für den Interreligiösen Dialog und des Päpstlichen Rats für die Kultur. Am 28. Oktober 2016 ernannte ihn Papst Franziskus zum Mitglied der Kongregation für den Gottesdienst und die Sakramentenordnung und am 6. Oktober 2018 zum Mitglied des Dikasteriums für Laien, Familie und Leben. Am 6. Januar 2020 berief ihn der Papst in den Wirtschaftsrat. Am 18. Februar 2023 ernannte ihn Papst Franziskus zum Mitglied des Dikasteriums für die Kultur und die Bildung, in dem der vormalige Päpstliche Rat für die Kultur aufgegangen war.
Am 7. März 2023 wurde er von Papst Franziskus in den Kardinalsrat berufen.
Im Zusammenhang mit einer großen Sammelklage wegen sexueller Übergriffe, die Mitarbeitern des Erzbistums Quebec seit 1940 zur Last gelegt werden, wurden im Januar 2024 Vorwürfe einer 50-jährigen Frau bekannt, die Lacroix als 17-Jährige unsittlich berührt haben soll. Daraufhin ließ er seine Ämter ruhen. Am 8. Februar 2024 hatte Papst Franziskus André Denis, Richter am Obersten Gerichtshof von Québec, beauftragt, eine im Rahmen einer Sammelklage gegen das Erzbistum Québec erhobene Anschuldigung aufzuklären. Der Bericht über die vom Richter durchgeführte kanonische Voruntersuchung wurde am 6. Mai 2024 abgeschlossen und Papst Franziskus in den darauffolgenden Tagen zugestellt. Laut dem Bericht konnte kein Fehlverhalten oder Missbrauch seitens Kardinal Gérald C. Lacroix festgestellt werden. Folglich ist kein weiteres kirchenrechtliches Verfahren vorgesehen. Am 22. Juli 2024 gab das Erzbistum bekannt, dass er seine Amtsgeschäfte als Erzbischof wiederaufgenommen habe.
Nach dem Tod von Papst Franziskus nahm Kardinal Lacroix am Konklave 2025 teil, das Leo XIV. wählte.

## Ehrungen und Auszeichnungen
- 2011: Ehrendoktorwürde des Saint Anselm College, Goffstown (USA)